# Kryptopterus baramensis
Kryptopterus baramensis es una especie de peces de la familia Siluridae en el orden de los Siluriformes.

## Morfología
• Los machos pueden llegar alcanzar los 24,9 cm de longitud total.

## Distribución geográfica
Se encuentra en Borneo.